# Субординированный кредит
Субординированный кредит (англ. subordinated debt) — форма движения денежного капитала, предоставляемого в виде кредита (депозита, займа, облигационного займа), который привлекается кредитной организацией на срок не менее 5 лет, который не может быть истребован кредитором до окончания срока действия договора, если заёмщик не нарушает его условия. Выплата основной суммы долга происходит одним платежом по окончании срока действия договора. Проценты по такому виду кредита не могут существенно отличаться от рыночных условий предоставления аналогичных кредитов и не могут меняться в течение срока договора. Без согласования с Банком России невозможны досрочное погашение кредита или его части, досрочная уплата процентов за пользование кредитом, досрочное расторжение договора кредита и (или) внесение в него изменений. В случае банкротства кредитной организации — заёмщика требования кредитора, предоставившего субординированный кредит, не могут быть удовлетворены до полного удовлетворения требований иных кредиторов.
Сумма субординированного кредита включается в расчёт дополнительного капитала банка (в случае если такой кредит признаётся и подтверждается Центральным банком как субординированный) в период, превышающий 5 лет до окончания срока действия договора, — в полной сумме, а в последние 5 лет до окончания срока действия договора — по остаточной стоимости. Величина субординированного кредита, включаемого в состав источников дополнительного капитала, не может превышать половину величины основного капитала кредитной организации. В случае если данная величина превышена, то он учитывается как привлечённые средства.